# Tabasco (Zacatecas)
Tabasco è una municipalità dello stato di Zacatecas, nel Messico centrale, il cui capoluogo è la località omonima.
Conta 15.656 abitanti (2010) e ha una estensione di 406,63 km².
Il nome della municipalità significa Terra umida in lingua nahuatl.